# Anisopodus xylinus
Anisopodus xylinus là một loài bọ cánh cứng trong họ Cerambycidae.